# 勛臣八姓
勛臣八姓，鮮卑族於398年由拓跋珪建北魏時，其皇姓為拓跋，而其八大部落姓氏分別是︰丘穆陵氏、步六孤氏、賀賴氏、獨孤氏、賀樓氏、万忸于氏、紇奚氏、尉遲氏，合稱「勛臣八姓」。
北魏孝文帝拓跋宏於493年遷都洛陽之後厲行漢化，禁用鮮卑姓並勒令改漢姓，更帶頭將自己的皇姓拓跋改姓元氏；而八大姓分別更改如下：
- 步六孤氏改為陸姓
- 賀賴氏改為賀姓
- 獨孤氏改為劉姓
- 賀樓氏改為樓姓
- 忽忸于氏改為于姓
- 丘穆陵氏改為穆姓
- 紇奚氏改為奚姓
- 尉遲氏改為尉姓。部分尉姓後來改回複姓尉遲。